# 지나간 여고시절
"지나간 여고시절"은 한국에서 제작된 강대선 감독의 1973년 영화이다. 김미영 등이 주연으로 출연하였고 강대진 등이 제작에 참여하였다.

## 출연

### 주연
- 김미영
- 박지훈
- 이순재